# Litoria wapogaensis
A Litoria wapogaensis a kétéltűek (Amphibia) osztályának békák (Anura) rendjébe, a Pelodryadidae családba, azon belül a Pelodryadinae alcsaládba tartozó faj.

## Előfordulása
A faj Indonézia Pápua tartományának endemikus faja. Természetes élőhelye a szubtrópusi vagy trópusi párás hegyvidéki erdők, folyók.